# Lema o trozupcu
U geometriji, lema o trozupcu (rus. лемма о трезубце) povezuje trokutu opisanu, upisanu i pripisanu kružnicu.

## Teorem
Neka je ABC trokut. Neka je I središte trokutu upisane kružnice. Neka je D sjecište BI (simetrala kuta ∠ABC) i opisane kružnice trokuta ABC. Lema o trozupcu kaže da je
{\displaystyle {\overline {DA}}={\overline {DC}}={\overline {DI}}={\overline {DE}}}
gdje je E središte trokutu pripisane kružnice koja dira AB, BC i AC.

## Dokaz
Kutovi nad istom tetivom:
{\displaystyle |\angle ABI|=|\angle DCA|,\quad |\angle CBI|=|\angle DAC|.}
Pošto je BI simetrala kuta:
{\displaystyle {\begin{aligned}&|\angle DCA|=|\angle DAC|\\[6pt]\Rightarrow {}&|AD|=|CD|,{\text{ te }}|\angle DIA|=180^{\circ }-|\angle AIB|\\[6pt]={}&180^{\circ }-(180^{\circ }-|\angle IAB|-|\angle IBA|)\\[6pt]={}&|\angle IAB|+|\angle IBA|=|\angle IAC|+|\angle CAD|\\[6pt]={}&|\angle IAD|\\[6pt]\Rightarrow {}&|AD|=|DI|.\end{aligned}}}
Dokažimo još da je DI = DE.
{\displaystyle |\angle IAE|=|\angle IAC|+|\angle CAE|={\frac {1}{2}}|\angle BAC|+{\frac {1}{2}}(180^{\circ }-|\angle BAC|)={\frac {180^{\circ }}{2}}=90^{\circ }}
pa je ΔIAE pravokutan. Točka D je jedinstvena koja zadovoljava DA = DI pa mora još DI = DE.